# Yuya Nishijima
Yuya Nishijima (西嶋 有矢 Nishijima Yuya?), född 21 februari 1995 i Yamaguchi prefektur, är en japansk fotbollsspelare.
Nishijima började sin karriär 2017 i Gainare Tottori. Han spelade 4 ligamatcher för klubben.